# Flogny-la-Chapelle
Flogny-la-Chapelle é uma comuna francesa na região administrativa de Borgonha-Franco-Condado, no departamento de Yonne. Estende-se por uma área de 23,78 km². Em 2010 a comuna tinha 1 023 habitantes (densidade: 43 hab./km²).